# بازار (فیلم ۱۹۸۲)
بازار (هندی: बाज़ार) یک فیلم در ژانر درام و عاشقانه به کارگردانی ساگر سرحدی است که در سال ۱۹۸۲ منتشر شد. از بازیگران آن می‌توان به فاروغ شیخ، اسمیتا پاتیل، و نصیرالدین شاه اشاره کرد.